# Fuente Saint-Michel

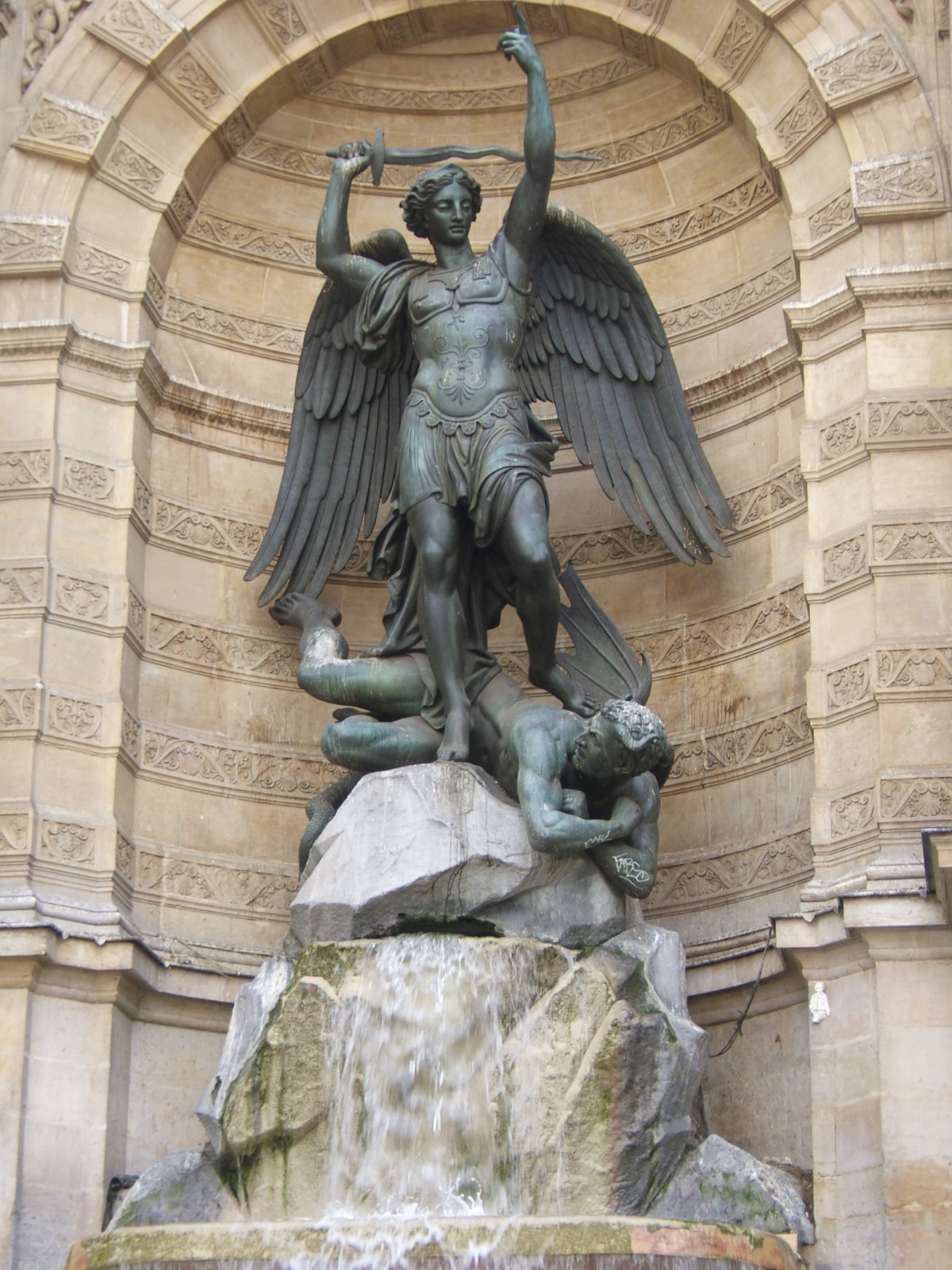
Detalle de la escultura

La fuente Saint-Michel (en francés: fontaine Saint-Michel) es una fuente parisina situada en el VI distrito de la ciudad. Se encuentra en el corazón del barrio latino y ocupa la totalidad de una de las paredes de un edificio de seis plantas. Fue catalogada como monumento histórico en 1926.

## Historia
La fuente, cuya estructura principal es la de un arco de triunfo, se enmarca dentro del plan de transformación de París durante el Segundo Imperio puesto en marcha por Barón Haussmann bajo Napoleón III de cara a ocultar una antiestética fachada generada por las obras de apertura del bulevar Saint-Michel. Descartada la idea inicial de decorarla con una estatua monumental de Napoleón Bonaparte, se optó finalmente por una obra que representara la lucha del Bien y del Mal donde el Arcángel Miguel, espada en mano, aparece sometiendo al Demonio.
Gabriel Davioud ayudado por Flament, Simonet y Halo se encargan de poner en pie la obra.
Alcanza 26 metros de altura y 15 de ancho. La estatua del arcángel sometiendo al Demonio es obra de Francisque Duret. En la parte baja, dos dragones, realizados por Henri-Alfred Jacquemart, escupen agua a un estanque situado a los pies de la escalinata que lleva hasta el pedestal de la escultura principal. La decoración de la fuente se completa con cuatro estatuas de bronce situadas sobre otras tantas columnas corintias adosadas de mármol rojo del Languedoc que representan a las cuatro virtudes cardinales: la templanza (de Charles Gumery), la justicia (de Louis Valentin Robert), la prudencia (de Jean Auguste Barre) y la fortaleza (de Eugène Guillaume). Por último en la parte superior, se sitúa un panel de mármol verde con una inscripción que conmemora el edificio, rodeado por dos pilastras de apoyo, rematados en su cúspide por un frontón roto que muestra el escudo de armas del emperador.
La fuente Saint-Michel, que fue muy criticada tras su construcción, fue la última gran fuente parisina situada en una fachada. Posteriormente todas las fuentes monumentales se ubicaron en plazas o parques.